# Santiago Pey i Estrany
Santiago Pey Estrany (Barcelona, 1917 - 2001) és un dissenyador i filòleg català.
Fill de Santiago Pey i Farriol, enginyer de l'Empresa Hispano Suissa mort als 36 anys l'any 1918 i de Càndida Estrany i Álvarez, tots dos de Barcelona. Es nebot de Josep Pey i Farriol decorador, pintor.
De jove, va ser membre del Bloc Escolar Nacionalista. El 1934 va participar en els Fets d'Octubre i va començar els estudis de Dret i Filosofia a la Universitat de Barcelona.
Va formar part de la primera promoció de l'Escola de Guerra i va participar en la Batalla del Segre, amb el grau de capità de l'exèrcit republicà. Més endavant, va militar en el Front Nacional de Catalunya, del qual va ser el cap d'operacions de la Secció Militar.
La seva formació en l'àmbit del disseny industrial és autodidacta. Al final dels anys quaranta obre una botiga de moble modern, s'introdueix en el camp de la decoració i es forma com a projectista i dissenyador d'interiors. El 1959 s'inicia en el disseny industrial amb el projecte i producció de dues cadires. Posteriorment ampliarà el seu àmbit d'actuació dissenyant ràdios, televisors, rajoles, etc. Més endavant es dedicarà també a l'assessorament a empreses en temes de disseny. Altres vessants importants de la seva activitat són la difusió i la pedagogia del disseny industrial. El 1960 publica Introducció al disseny industrial i a partir del 1964 organitza les especialitats de disseny industrial i interiorisme a l'Escola Massana de Barcelona, on va ser director d'aquesta secció i on va impartir classes de projectes, materials, producció, etc. La seva vinculació amb l'Escola encara es perllongarà fins al 1973.
La seva tasca en la pedagogia i difusió del bricolatge també va ser molt important. Sobre aquest tema va impartir nombrosos cursos i conferències per tot l'estat espanyol. Va recollir tota la seva experiència i coneixements en els cinc volums d'Enciclopedia del bricolage. Va col·laborar en l'edició de nombrosos vocabularis tècnics i preparava un vocabulari sistemàtic d'eines i d'accions de treball. També és l'autor del conegut Diccionari de sinònims, idees afins i antònims (1970). Membre del FAD, va ser vocal (1961) de la junta presidida per Alfons Serrahima.
Entre els seus dissenys cal citar les cadires Posets (1956) i Aneto (1956), la planxa Gina (1962). La seva obra està representada al Museu del Disseny de Barcelona, on es conserva també el seu fons documental.
La Universitat Autònoma de Barcelona ha rebut una part del fons personal de Santiago Pey, que està dipositat a la Biblioteca d'Humanitats. El fons està integrat per part de la seva documentació professional i consta principalment d'obra pròpia, sobretot mecanoscrits relacionats amb la filologia.